# Camille Mathéi de Valfons

Camille Mathéi de Valfons, né le 11 janvier 1837 à Nîmes et mort le 1er juillet 1907 dans la même ville, est un homme politique français.

## Biographie
Conseiller municipal de Nîmes et député du Gard (1871-1881)
Membre de l'Académie de Nîmes, il la préside en 1901. Il est le père d'Henri de Valfons, qui y appartiendra aussi, ainsi que d'Ernest de Valfons.
Il fut également maire de La Calmette, ainsi que plus tard son fils Henri.

## Œuvres
- Mémoires du marquis de Valfons (1711-1786), 1860
- Souvenirs du Marquis de Valfons, Paris : Émile-Paul, [1906] (lire en ligne sur LillOnum)

## Sources
- « Camille Mathéi de Valfons », dans Adolphe Robert et Gaston Cougny, Dictionnaire des parlementaires français, Edgar Bourloton, 1889-1891 [détail de l’édition]
- « Valfons », dans Dictionnaire biographique du Gard, Paris, Flammarion, coll. « Dictionnaires biographiques départementaux » (no 45), 1904 (BNF 35031733), p. 647-651.